# World Games/Faustball
Die World Games sind alle vier Jahre ein wichtiges Ereignis für die nichtolympische Sportart Faustball. Die Spiele werden von der International World Games Association – IWGA ausgerichtet. Faustball ist seit 1985 bei den World Games vertreten.

## World Games 1985
Die 2. World Games wurden vom 3. bis 4. August 1985 im britischen London ausgetragen.
| Disziplin | Gold           | Silber     | Bronze  |
| --------- | -------------- | ---------- | ------- |
| Faustball | BR Deutschland | Österreich | Schweiz |

## World Games 1989
Die 3. World Games wurden vom 20. bis 30. Juli 1989 im deutschen Karlsruhe ausgetragen.
| Disziplin          | Gold           | Silber    | Bronze     |
| ------------------ | -------------- | --------- | ---------- |
| Faustball (Männer) | BR Deutschland | Brasilien | Österreich |

## World Games 1993
Die 4. World Games wurden vom im niederländischen Den Haag ausgetragen.
| Disziplin          | Gold        | Silber  | Bronze     |
| ------------------ | ----------- | ------- | ---------- |
| Faustball (Männer) | Deutschland | Schweiz | Österreich |

## World Games 1997
Die 5. World Games wurden vom 5. bis 15. August 1997 im finnischen Lahti ausgetragen.
| Disziplin          | Gold        | Silber     | Bronze    |
| ------------------ | ----------- | ---------- | --------- |
| Faustball (Männer) | Deutschland | Österreich | Brasilien |

## World Games 2001
Die 6. World Games wurden vom 16. bis 26. August 2001 im japanischen Akita ausgetragen.
| Disziplin          | Gold       | Silber    | Bronze      |
| ------------------ | ---------- | --------- | ----------- |
| Faustball (Männer) | Österreich | Brasilien | Deutschland |

## World Games 2005
Die 7. World Games wurden vom 14. bis 24. Juli 2005 im deutschen Duisburg ausgetragen.
Siehe auch: World Games 2005/Faustball
| Disziplin          | Gold       | Silber    | Bronze      |
| ------------------ | ---------- | --------- | ----------- |
| Faustball (Männer) | Österreich | Brasilien | Deutschland |

## World Games 2009
Die 8. World Games wurden vom 16. bis 26. Juli 2009 im taiwanischen Kaohsiung ausgetragen.
| Disziplin          | Gold      | Silber  | Bronze     |
| ------------------ | --------- | ------- | ---------- |
| Faustball (Männer) | Brasilien | Schweiz | Österreich |

## World Games 2013
Die 9. World Games wurden vom 25. Juli bis 4. August 2013 im kolumbianischen Cali ausgetragen.
| Disziplin          | Gold        | Silber  | Bronze     |
| ------------------ | ----------- | ------- | ---------- |
| Faustball (Männer) | Deutschland | Schweiz | Österreich |

## World Games 2017
Die 10. World Games wurden vom 20. bis 30. Juli 2017 im polnischen Breslau ausgetragen.
Siehe auch: World Games 2017/Faustball
| Disziplin          | Gold        | Silber  | Bronze     |
| ------------------ | ----------- | ------- | ---------- |
| Faustball (Männer) | Deutschland | Schweiz | Österreich |

## World Games 2022
Die 11. World Games wurden vom 7. bis 17. Juli 2022 im amerikanischen Birmingham (Alabama) ausgetragen.
Siehe auch: World Games 2022/Faustball
| Disziplin          | Gold        | Silber  | Bronze    |
| ------------------ | ----------- | ------- | --------- |
| Faustball (Männer) | Deutschland | Schweiz | Brasilien |

Erstmals wurde auch ein Wettbewerb der Frauen ausgetragen.
| Disziplin          | Gold        | Silber  | Bronze    |
| ------------------ | ----------- | ------- | --------- |
| Faustball (Frauen) | Deutschland | Schweiz | Brasilien |

## Medaillenspiegel

### Männer
| Platz | Land        | Gold | Silber | Bronze | Gesamt |
| ----- | ----------- | ---- | ------ | ------ | ------ |
| 1     | Deutschland | 7    | −      | 2      | 9      |
| 2     | Österreich  | 2    | 2      | 5      | 9      |
| 3     | Brasilien   | 1    | 3      | 2      | 6      |
| 4     | Schweiz     | −    | 5      | 1      | 6      |

### Frauen
| Platz | Land        | Gold | Silber | Bronze | Gesamt |
| ----- | ----------- | ---- | ------ | ------ | ------ |
| 1     | Deutschland | 1    | −      | −      | 1      |
| 2     | Schweiz     | −    | 1      | −      | 1      |
| 3     | Brasilien   | −    | −      | 1      | 1      |